# فرانك وايت (عالم نبات)
فرانك وايت (بالإنجليزية: Frank White)‏ (و. 1927 – 1994 م) هو عالم نبات بريطاني، توفي في أكسفورد، عن عمر يناهز 67 عاماً.